# Дель-Норте (Колорадо)
Дель-Норте (англ. Del Norte) — місто (англ. town) в США, в окрузі Ріо-Гранде штату Колорадо. Населення — 1458 осіб (2020).

## Географія
Дель-Норте розташований за координатами 37°40′42″ пн. ш. 106°21′14″ зх. д. / 37.67833° пн. ш. 106.35389° зх. д. (37.678447, -106.353928).  За даними Бюро перепису населення США в 2010 році місто мало площу 2,61 км², уся площа — суходіл.

### Клімат
| Клімат : Дель-Норте                          | Клімат : Дель-Норте | Клімат : Дель-Норте | Клімат : Дель-Норте | Клімат : Дель-Норте | Клімат : Дель-Норте | Клімат : Дель-Норте | Клімат : Дель-Норте | Клімат : Дель-Норте | Клімат : Дель-Норте | Клімат : Дель-Норте | Клімат : Дель-Норте | Клімат : Дель-Норте | Клімат : Дель-Норте |
| Показник                                     | Січ.                | Лют.                | Бер.                | Квіт.               | Трав.               | Черв.               | Лип.                | Серп.               | Вер.                | Жовт.               | Лист.               | Груд.               | Рік                 |
| Абсолютний максимум, °C                      | 16,1                | 20,0                | 22,8                | 26,7                | 30,6                | 32,8                | 32,8                | 31,7                | 30,6                | 27,2                | 21,1                | 16,7                | 32,8                |
| Середній максимум, °C                        | 1,8                 | 4,5                 | 9,4                 | 14,6                | 19,4                | 24,1                | 25,9                | 24,8                | 21,9                | 16,7                | 8,7                 | 2,8                 | 14,6                |
| Середній мінімум, °C                         | −14,6               | −11,5               | −7,2                | −2,9                | 1,6                 | 5,5                 | 8,7                 | 7,9                 | 3,9                 | −1,3                | −7,8                | −13,2               | −2,6                |
| Абсолютний мінімум, °C                       | −36,7               | −31,7               | −26,7               | −20                 | −12,2               | −3,3                | 0,0                 | −1,1                | −9,4                | −16,7               | −28,9               | −32,2               | −36,7               |
| Норма опадів, мм                             | 8                   | 8                   | 17                  | 18                  | 21                  | 17                  | 37                  | 43                  | 25                  | 20                  | 13                  | 11                  | 239                 |
| -------------------------------------------- | ------------------- | ------------------- | ------------------- | ------------------- | ------------------- | ------------------- | ------------------- | ------------------- | ------------------- | ------------------- | ------------------- | ------------------- | ------------------- |
| Джерело: The Western Regional Climate Center |                     |                     |                     |                     |                     |                     |                     |                     |                     |                     |                     |                     |                     |

## Демографія
Згідно з переписом 2010 року, у місті мешкало 1686 осіб у 682 домогосподарствах у складі 432 родин. Густота населення становила 646 осіб/км².  Було 851 помешкання (326/км²).
Расовий склад населення:
| - 73,1 % — білих - 3,7 % — корінних американців - 0,3 % — чорних або афроамериканців - 0,1 % — азіатів - 19,4 % — осіб інших рас |

До двох чи більше рас належало 3,4 %. Частка іспаномовних становила 56,3 % від усіх жителів.
За віковим діапазоном населення розподілялося таким чином: 24,7 % — особи молодші 18 років, 60,8 % — особи у віці 18—64 років, 14,5 % — особи у віці 65 років та старші. Медіана віку мешканця становила 39,2 року. На 100 осіб жіночої статі у місті припадало 103,1 чоловіків;  на 100 жінок у віці від 18 років та старших — 102,4 чоловіків також старших 18 років.
Середній дохід на одне домашнє господарство  становив 37 103 долари США (медіана — 29 032), а середній дохід на одну сім'ю — 41 719 доларів (медіана — 32 072). Медіана доходів становила 28 917 доларів для чоловіків та 30 588 доларів для жінок. За межею бідності перебувало 30,1 % осіб, у тому числі 42,8 % дітей у віці до 18 років та 13,0 % осіб у віці 65 років та старших.
Цивільне працевлаштоване населення становило 834 особи. Основні галузі зайнятості: освіта, охорона здоров'я та соціальна допомога — 29,6 %, будівництво — 13,7 %, роздрібна торгівля — 10,0 %, мистецтво, розваги та відпочинок — 8,9 %.

## Персоналії
- Джеймс Сірл Доулі (1877-1949) — американський кінорежисер і сценарист.